# Royaume de Notsé
Le royaume de Notsé est un pays disparu qui s'organise autour de la ville de Notsé entre le XVe et le XVIIIe siècle. Cette théocratie, dirigée par un roi-prêtre, est fondée autour du XVe siècle et parvient à acquérir une place importante au sein de l'Afrique de l'Ouest, notamment en lançant le chantier des murs monumentaux de Notsé, une enceinte sacrée destinée à enserrer toute la limite sacrée de la ville. Cependant, après des troubles internes importants voyant advenir l'exode des Éwés de Notsé, le royaume périclite petit à petit jusqu'à sa disparition.
Au XIXe siècle, les colons allemands établissent une chefferie qui collabore avec eux à Notsé, cette chefferie devient marquante au sein du peuple Éwé, et tente de se faire garante de l'héritage du royaume de Notsé. 

## Histoire
Les ancêtres des Éwés auraient été un peuple déjà présent dans la région du Togo et du Ghana au XIIIe siècle. Cependant, il est difficile de tracer leur trajet et leur évolution avant leur installation à Notsé, où ils fondent une ville et un royaume prospère au cours du XVe siècle. Selon les traditions orales survivantes, ils auraient été guidés sur le site de Notsé par le chasseur Afotsè, aussi appelé Ndétsi, ou alors sous la direction d'un ancêtre nommé Eda, Noin ou Da,,. Là, ils se seraient agrégés aux populations déjà présentes sur le lieu et auraient fondé la cité. Le royaume est dirigé par un roi-prêtre qui se succède héréditairement de père en fils ; les rois-prêtres de Notsé arborent des scarifications au visage, par exemple, ils ont régulièrement des scarifications représentant des griffes de léopard, un animal sacré. 
Au XVIIe siècle ou au XVIIIe siècle, l'un de ces rois-prêtres, Agokoli, lance un vaste projet d'érection d'une enceinte sacrée autour de Notsé, au moins la seconde partie des murs de Notsé,. Ce chantier provoque un conflit important au sein de la population de la cité-état, qui se divise et provoque l'exode des Éwés de Notsé, l'acte que les Éwés considèrent être l'origine de leur peuple,. Elle périclite ensuite jusqu'à la colonisation allemande et française du Togo.  
Pendant la colonisation allemande, une chefferie favorable aux intérêts de l'Allemagne est établie. Cette chefferie joue un rôle important dans la formation de la conscience nationale du peuple Éwé, notamment en revendiquant l'héritage de l'ancien royaume de Notsé. Elle organise notamment le festival religieux et culturel d'« Agbogbo-Za »,,.  